# Potlatch
O potlatch é uma cerimônia praticada entre tribos indígenas da América do Norte, como os Haida, os Tlingit, os Salish e os Kwakiutl. Também há um ritual semelhante na Melanésia.
Consiste num festejo religioso de homenagem, geralmente envolvendo um banquete de carne de foca ou salmão, seguido por uma renúncia a todos os bens materiais acumulados pelo homenageado — bens que devem ser entregues a parentes e amigos. A própria palavra potlatch significa dar, caracterizando o ritual como de oferta de bens e de redistribuição da riqueza. A expectativa do homenageado é receber presentes também daqueles para os quais deu seus bens, quando for a hora do potlatch destes.
O valor e a qualidade dos bens dados como presente são sinais do prestígio do homenageado. Originalmente o potlatch acontecia somente em certas ocasiões da vida dos indígenas, como o nascimento de um filho; mas com a interferência dos negociantes europeus, os potlaches passaram a ser mais frequentes (pois havia bens comprados para serem presenteados) e em algumas tribos surgiu uma verdadeira guerra de poder suscitada pelo potlatch. Em alguns casos, os bens eram simplesmente destruídos após a cerimônia.
Os governos canadense e estadunidense proibiram o potlatch em fins do século XIX, por considerar o ritual uma perda "irracional" de recursos. A proibição viria a desaparecer em 1934 nos EUA e em 1954 no Canadá. Algumas tribos praticam a cerimônia ainda hoje, e os presentes incluem dinheiro, taças, copos, mantas, etc.